# Henri Anspach
Henri Lucien Ernest Eugène Anspach (Bruxelles, 10 luglio 1882 – Portet-sur-Garonne, 29 marzo 1979) è stato uno schermidore belga, vincitore di una medaglia d'oro nella scherma ai giochi olimpici.
Era il cugino di Paul Anspach.